# Zelotes sardus
Zelotes sardus este o specie de păianjeni din genul Zelotes, familia Gnaphosidae. A fost descrisă pentru prima dată de Canestrini, 1873. Conform Catalogue of Life specia Zelotes sardus nu are subspecii cunoscute.